# Ярополец
Яропо́лец — село в Волоколамском городском округе Московской области России, носит почётное звание «Населённый пункт воинской доблести».
Расположено практически полностью на правом крутом берегу реки Ламы (бассейн Иваньковского водохранилища), в 13 км к северо-западу от центра города Волоколамска по прямой и в 16 км по автодороге, в 21 км по автодороге от железнодорожной станции Волоколамск. Связано прямым автобусным сообщением с городами Москвой (метро Тушинская) и Волоколамском (авто и ж.-д. вокзалы), рабочим посёлком Лотошино, деревней Мусино.

## Население
| 1852  | 1859  | 1926 | 2002  | 2006  | 2010  | 2013  | 2014  |
| ----- | ----- | ---- | ----- | ----- | ----- | ----- | ----- |
| 548   | ↗742  | ↘613 | ↗1067 | ↗1184 | ↘1124 | ↗1267 | ↗1270 |
| 2015  | 2016  |      |       |       |       |       |       |
| ↘1261 | ↗1277 |      |       |       |       |       |       |

По состоянию на 01.01.2019 в селе Ярополец имелось 352 постоянных хозяйства, проживало 1252 человека, в том числе 1093 человека, имеющих здесь постоянную регистрацию.

## История
Согласно археологическим данным, возникло около 1000 лет назад.
Впервые упоминается в 1135 году как укрепленный пункт в Волок-Ламских землях великого князя Киевского Ярополка II Владимировича (1082–1139), сына великого князя Киевского Владимира Мономаха и его первой жены английской принцессы Гиты Уэссекской, использовавшийся при его противостоянии Новгороду. Здесь, на крутом берегу Ламы, в месте, где позднее появилась усадьба Гончаровых, Ярополк обустроил укреплённый лагерь, контролирующий важнейший речной путь того времени из Новгородских земель в Московские и Рязанские, являющийся частью периферийных водных путей великого торгового пути из Балтийского моря в Чёрное и Средиземное — «из варяг во греки».
Есть все основания полагать, что название села и произошло от имени Ярополка. Среди множества также наиболее распространёнными являются версии происхождения названия села от слов «яро» (охота) и поле, и от ярового поля. Ярополец — он же Ерополч, Ерополчь, Ераполч, Ярополч, Ярополчь, Яропольцы, Ярополиц, Ярополье, Казанское Ярополье, Яропол — так по-разному называлось село на протяжении веков.
Затем территория села входила в Волок-Ламский чистый эксклав Новогородских земель, граничащий с Владимиро-Суздальским и Смоленским княжествами, на протяжении XII—XIII веков бывший предметом спора новгородцев и владимирцев. В конце XIII — начале XIV в. — в совместном управлении Новгородского и Московского княжеств, затем — Московского княжества. С 1462 года — в составе Волоцкого удельного княжества, с 1513 года — Московского княжества, с 1519 года — Старицкого княжества. Окончательно территория перешла к Москве в 1574 году.
С начала XVI века до 1550 года село Ярополец Староволоцкого стана было за родом Есиповых. Пётр Есипов был близким лицом рузского князя Ивана Борисовича. Первым достоверным дошедшим до наших дней документом с упоминанием о Яропольце (Ераполче) является датируемая 1528 годом духовная грамота его сына — Василия Петровича Есипова по прозвищу Уской. После смерти Уского в соответствии с этим завещанием село Ярополец на его поминовение в 1550 году получил во владение Иосифо-Волоцкий монастырь, в котором находилась фамильная усыпальница Есиповых.
В 1550—1552 годах Ярополец является частью вотчины Иосифо-Волоцкого монастыря, которая сложилась из вкладов землевладельцев среднего достатка преимущественно Волоколамского и Рузского уездов. В «Книге ключей Волоколамского монастыря» 1551 года упоминается как Ерополчь.
В 1552 году сёла Ярополец и Черленково с 16 деревнями были обменены царём Иваном IV на другие царские владения по меновой грамоте и становится излюбленным местом государевой охоты. Во времена царя Алексея Михайловича в селе появляется зверинец для царских охот.
В 1552—1684 годах Ярополец принадлежит русским царям и значится в числе государевых дворцовых сёл (в частности, по переписи 1646 года).
В Яропольце была построена несохранившаяся церковь Рождества Иоанна Предтечи с двумя приделами — святого Николая и святой Параскевы Пятницы, которая впервые упоминается в 1626 году.
25 июня 1684 года указом царевны-регентши Софьи Алексеевны от имени государей, царей и великих князей Ивана V и Петра I дворцовое село Ярополец с присёлками Спасским, Суворовым, Никольским, Бегуновым (Архангельским) и деревнями, в тысячу дворов, «вместо денежнаго жалованья, что ему давано по 1000 рублей», было пожаловано бывшему гетману Правобережной Украины в 1665—1676 годах и воеводе Хлынова (Вятка, Киров) в 1679—1682 годах Петру Дорофеевичу Дорошенко (1627—1697).
Вступив в права собственности ярополецким имением, помещик Дорошенко активно берётся за решение немалого количества накопившихся и теперь всплывших проблем, о чём свидетельствуют многочисленные документы, хранящиеся в Российском государственном архиве древних актов. Первая группа проблем была связаны с нечётко размежёванными землями на границах с крупными землевладельцами-соседями, такими, как Иосифо-Волоцкий монастырь. Вторая касалась беглых соседских крепостных (холопов), которые поселились в бывшей государственной вотчине и тут обзавелись семьёй и хозяйством. По понятным причинам не предъявлявшие ранее претензии царям, с появлением нового собственника соседи активизировались и начали засыпать помещика судебными исками и разбирательствами. В-третьих, пришлось собирать холопов, которые давно разъехались из родных деревень. В одной из челобитных царям Ивану V и Петру I, поданной в 1685 году, Дорошенко поимённо перечисляет крестьян (всего порядка десяти дворов) из деревень Кашино, Шишково и других, числившихся «по даче» в его вотчине, но живущих «на Москве в рознехъ местах», и просит их вернуть.
В 1688 году П. Д. Дорошенко выделяет из своего имения присёлки Яропольца Никольское и Бегунов (Архангельское) в качестве приданного для своей старшей дочери Марии от первого брака с Любовью — дочерью Павла Яненко-Хмельницкого, племянника Богдана Хмельницкого. Мария Петровна Дорошенко вышла замуж за представителя одного из знатнейших русских боярских родов, комнатного стольника русского царя Петра I Ивана Михайловича Головина, впоследствии адмирала российского флота. Сёла Никольское и Архангельское в 1715 году унаследовал за матерью их сын Иван Иванович Головин.
В третьем браке 1684 года с москвичкой Агафьей Борисовной Еропкиной из царского рода Рюриковичей у ярополецкого помещика П. Д. Дорошенко родились три сына-погодка — Александр, Алексей и Пётр.
В Яропольце П. Д. Дорошенко прожил 13 лет до своей смерти 19 ноября 1697 года (9 ноября 7206 года по Сентябрьскому стилю) и здесь же похоронен под правым клиросом подле престола деревянной церкви в центре села, на месте старинного погоста, на крутом берегу Ламы. Надгробный памятник над могилой П. Д. Дорошенко поставил, по всей видимости, его земляк, святитель Димитрий Ростовский (в миру Даниил Саввич Туптало), о чём пишет в своём стихотворении «Завалило чёрной тучей…» Т. Г. Шевченко. На памятнике был изображён фамильный герб Дорошенко и написано: «Лета 7206, ноября в 9 день преставился раб божий, Гетман Войска Запорожского Петр Дорофеев сын Дорошенко, а поживе от рождества своего 71 год, а положен бысть на сем месте».
В 1697—1712 годах селом управлял Московский Судный приказ ввиду малолетства наследников П. Д. Дорошенко.
В 1707 году на высоком берегу Ламы был построен несохранившийся деревянный храм, со временем начавший сползать вниз к реке. В 1751 году к северу от него будет начато строительство каменной церкви Рождества Иоанна Предтечи.
В 1712 году, когда Александру Дорошенко было 23 года, Алексею — 22 года, Петру — 21 год, именным указом Царя Петра I сыновьям П. Д. Дорошенко была передана Ярополецкая вотчина.
В июне 1712 года обучавшийся за границей практикант-навигатор Алексей Петрович Дорошенко умирает в Гамбурге и вотчина разделяется лишь между двумя сыновьями П. Д. Дорошенко. Южная часть села с деревянной усадьбой Дорошенко отошла старшему сыну Александру, северная — младшему сыну Петру.
В 1717 году П. П. Дорошенко, посвятивший себя военно-морскому флоту, продаёт свою часть родоначальнику русского дворянского, графского и княжеского рода Чернышёвых — Григорию Петровичу Чернышёву (21.01.1672 — 30.07.1745).
Дочь Александра Петровича Дорошенко и его жены Просковьи Фёдоровны Пушкиной Екатерина Александровна в 1737 году преподнесла в качестве приданного доставшуюся ей в наследство от отца часть Яропольца своему мужу Александру Артемьевичу Загряжскому (1715—1786), занявшемуся кардинальной перестройкой и благоустройством усадьбы. Завершено же формирование усадебного ансамбля было их сыном Борисом Александровичем Загряжским (1742—1809) в том виде, в котором он в целом дошёл до наших дней.
С XVIII в. до 1917 года Ярополец — родовое гнездо графов Чернышёвых, графов Чернышёвых-Кругликовых, графов Чернышёвых-Безобразовых, Загряжских, Гончаровых.
Ставший в 1742 году графом, Г. П. Чернышёв в этом же году на северной окраине села заложил вотчинный Храм Казанской иконы Божией Матери, к строительству которого лишь в 1780 году приступит унаследовавший имение его сын Захар Григорьевич Чернышёв.
В 1745 году усадьба Чернышёвых переходит по наследству третьему сыну Григория Петровича Чернышёва — Захару Григорьевичу Чернышёву (18.03.1722 — 29.08.1784), камер-юнкеру цесаревича Петра Фёдоровича. Именно по плану Захара Григорьевича в Яропольце будет сооружен грандиозный дворцово-парковый комплекс, прототипом которого станет Версаль.
В 1755 году завешается, начатое в 1751 году, строительство Церкви Рождества Иоанна Предтечи.
После взятия в 1771 году приступом русскими войсками крымского Кефе (Каффа, Феодосия) во время русско-турецкой войны 1768—1774 годов, по распоряжению бывшего тогда президентом Военной коллегии Российской империи З. Г. Чернышёва оттуда в его ярополецкое имение для тематического оформления создаваемого садово-паркового комплекса был вывезен ряд ценных исторических памятников — генуэзских и татарских плит. Татарские надгробные плиты, увенчанные каменными чалмами, хранились в построенном в парке в честь заключения в 1774 году завершившего русско-турецкую войну победоносного для России Кючук-Кайнарджийского мирного договора павильоне «Мечеть», спроектированном по образу аналогичного павильона в английских Садах Кью. Генуэзские плиты были использованы при оформлении стен сада. По дошедшим письменным свидетельствам очевидцев известно, что в нише западной стены фруктового сада усадьбы находился каменный образа Спасителя с надписью на латинском языке — официальная закладная плита 1352 года консула Каффы Готффриди де Джоалио, снятая князем В. М. Долгоруковым-Крымским с городских ворот Каффы и подаренная графу З. Г. Чернышёву.
В 1772 году усадьба Чернышёвых становится первым в России майоратом — неделимым владением, передающимся по наследству старшему из графов Чернышёвых.
15-17 сентября 1775 года здесь, в усадьбах Загряжских и Чернышёвых, после посещения Нового Иерусалима, гостила императрица Екатерина II, а месяцем позже усадьбы посетит цесаревич Павел.
В 1784 году, после смерти бездетного генерал-фельдмаршала графа З. Г. Чернышёва, главнокомандующего в Москве и во всей губернии Московской, наследником майората Чернышёвых становится его младший брат Иван Григорьевич Чернышёв (24.11.1726 — 26.02.1797), вице-президент Адмиралтейств-коллегии Российской империи.
22 октября 1785 года в Яропольце родилась Наталья Ивановна Гончарова (22.10.1785 — 02.08.1848) — дочь Ивана Александровича Загряжского и его возлюбленной красавицы-немки Еуфрозинии Ульрики фон Либхарт (в замужестве до развода 24.08.1782 баронессы фон Поссе), мать Натальи Николаевны Гончаровой (в первом браке, с 18.02.1831 — Пушкиной, во втором, с 16.07.1844 — Ланской), тёща А. С. Пушкина. От своего отца Наталья Ивановна получила независимый характер, а от несчастной матери — неземную красоту.
В 1786 году хозяином Яропольца Загряжских становится четвёртый сын Александра Артемьевича Загряжского — Борис Александрович Загряжский.
В 1787 году пожар уничтожает первоначальное убранство усадьбы Чернышёвых. В 1788 году над галереями-переходами к основному объёму надстраивается второй этаж, а к флигелям пристраиваются башни с винтовыми лестницами.
В 1791 году в Яропольце в возрасте 30 лет, когда её дочери Наталье было всего 6, брошенная возлюбленным и так и непрощённая родными, не пережив душевных страданий, умирает Ульрика фон Либхарт (1761—1791). Здесь же она и была похоронена. Её могила со временем затерялась. По-христиански приняв в своём доме в Яропольце беременную любовницу мужа как попавшую в беду сестру и очень привязавшись к ней, после смерти Ульрики Александра Степановна Загряжская, урождённая Алексеева (1754—1800), добилась, чтобы Наталья Ивановна была признана законной наследницей её мужа И. А. Загряжского наравне с её детьми и получила прекрасное образование. Впоследствии все три сестры Загряжских, включая Наталью, стали фрейлинами императрицы Елизаветы Алексеевны — супруги российского императора Александра I.
В 1797 году хозяином майората Чернышёвых становится единственный законный сын графа Ивана Григорьевича Чернышёва — граф Григорий Иванович Чернышёв (10.02.1762 — 14.01.1831).
В 1798 году завершено строительство Храма Казанской иконы Божией Матери — уникального для России двухкупольного храма-мавзолея. Имя архитектора доподлинно неизвестно. В процессе строительства из-за неточности расчётов храм обрушался и для возобновления строительства привлекался наиболее опытный московский архитектор и инженер-строитель Карл Иванович Бланк.
В 1808 году в результате реконструкции к Церкви Рождества Иоанна Предтечи пристроены колокольня и два придела в честь небесных покровителей Бориса Александровича Загряжского и его жены княжны Екатерины Михайловны Загряжской, урождённой Черкасской (1756—1782) — Великомученицы Екатерины и Благоверного князя Бориса.
В 1809 году имение Загряжских переходит во владение младшего брата Бориса Александровича Загряжского — Николая Александровича Загряжского (02.04.1746 — 25.07.1821).
После смерти в 1821 году бездетного Н. А. Загряжского, по соглашению о разделе наследства со своими сёстрами Софьей и Екатериной, которым отошли остальные имения, хозяйкой усадьбы Ярополец становится его племянница Наталья Ивановна Гончарова. Она очень любила Ярополец, в котором родилась, и, вступив в наследство, начиная с 1823 года, каждый год проводила здесь лето с детьми, а с начала 1830-х годов уже подолгу жила здесь вплоть до своей смерти в 1848 году. В 1831 году, перед свадьбой своей дочери с А. С. Пушкиным, не располагая денежными средствами для приданного, Наталья Ивановна предполагала выделить ей часть имения Ярополец, но отказалась от этого намерения, так как не без оснований опасалась, что Пушкины её продадут. В 1838 году в Церкви Рождества Иоанна предтечи в Яропольце венчался с Марией Ивановной Мещерской её младший сын Иван Николаевич Гончаров, любимый брат Натальи Николаевны, удивительно похожий на неё в детстве, будущий хозяин Яропольца. Тяжёлым ударом для Натальи Ивановны стала смерть в 1842 году управляющего имением московского мещанина Семёна Фёдоровича Душина, очень близкого ей и имевшего на неё огромное влияние человека. По её желанию управляющего похоронили рядом с усадебным домом, у алтаря церкви Рождества Иоанна Предтечи. На могильном памятнике были начертаны слова благодарности за «неустанное и беспристрастное руководство Яропольцем» и стихи, сочинённые, возможно, самой Гончаровой. Из Яропольца, став последние годы крайне набожной, 1 августа 1848 года Наталья Ивановна отправилась пешком за 20 км на ежегодное богомолье в Иосифо-Волоцкий монастырь. Существуют две версии места её кончины 2 августа 1848 года. Одна, по которой почувствовавшую себя плохо в монастыре, её в тяжёлом состоянии с трудом довезли до ярополецкой усадьбы, где она и умерла, а отпета была в Церкви Рождества Иоанна Предтечи. По другой версии смерть настигла её в монастыре. Похоронена Наталья Ивановна была 4 августа 1848 года в Иосифо-Волоцком монастыре. Её могила после революции уничтожена.
В 1830 году пожар в Храме Казанской иконы Божией Матери уничтожил внутреннее убранство храма, включая иконостас.
В связи с лишением декабриста Захара Григорьевича Чернышёва всех прав, Решением Комитета министров Российской империи от 14 января 1832 года вымороченный майорат Чернышёвых переходит во владение мужу дочери скончавшегося в 1831 году Г. И. Чернышёва Софьи Григорьевны Ивану Гавриловичу Кругликову (13.08.1787 — 30.10.1847), который принимает графский титул, герб и фамилию Чернышёвых и становится первым графом Чернышёвым-Кругликовым.
В ярополецком имении Гончаровых два раза, навещая тёщу, бывал А. С. Пушкин — 23-24 августа 1833 года по пути из Санкт-Петербурга в Поволжье и Оренбург и 9-10 октября 1834 года, возвращаясь из Болдино в Санкт-Петербург.
В 1830—1840-х годах ко дворцу графов Чернышёвых пристраиваются дугообразные переходы, связывающие его со служебными корпусами-каре — Конным и Скотным дворами.
В 1844 году Гончаровыми построена новая часовня над могилой гетмана П. Д. Дорошенко. Этому поспособствовало посещение А. С. Пушкиным могилы предка жены в 1833 году, на ненадлежащее состояние которой он указывал управляющему поместьем С. Ф. Душину.
В 1847 году хозяином ярополецкого майората становится сын графа И. Г. Чернышёва-Кругликова граф Ипполит Иванович Чернышёв-Кругликов (29.01.1834 — 05.01.1907).
30 апреля 1852 года, в результате полюбовного раздела наследства Н. И. Гончаровой, владельцем ярополецкой усадьбы стал её младший сын Иван Николаевич Гончаров (1810—1881).
В «Списке населённых мест» 1862 года Ярополчь — владельческое село 2-го стана Волоколамского уезда Московской губернии на Старицко-Зубцовском тракте от города Волоколамска, в 14 верстах от уездного города, при реке Ламе, с 50 дворами и 742 жителями (357 мужчин, 385 женщин). В селе находились две православные церкви, приходское училище, больница, аптека, проводились ярмарки.
В 1870 году вокруг Храма Казанской иконы Божией Матери и колокольни появляется ограда со Святыми воротами и калитками в «русском стиле».
В 1872 году в селе происходят большие пожары.
В 1873 году, на месте сгоревший, по проекту уроженца Волоколамска архитектора Дмитрия Михайловича Петропавловского местным крестьянином Прокофием Захаровичем Овечкиным построена Часовня Николая Чудотворца в память об освобождении крестьян от крепостного права и о пожарах 1872 года в селе.
В 1881 году ярополецкое имение Гончаровых в наследство от И. Н. Гончарова принимает его младший сын, единственный ребёнок от второго брака 1859 года с Екатериной Николаевной Васильчиковой, Николай Иванович Гончаров (1861—1902).
Зимой 1887 года злоумышленники, соблазненные слухами, что П. Д. Дорошенко был похоронен со всеми регалиями — золотой булавой, усыпанной бриллиантами шапкой и дорогим оружием, попытались раскопать могилу, но их спугнули. После этого в ходе следственных действий могила украинского гетмана вскрывалась.

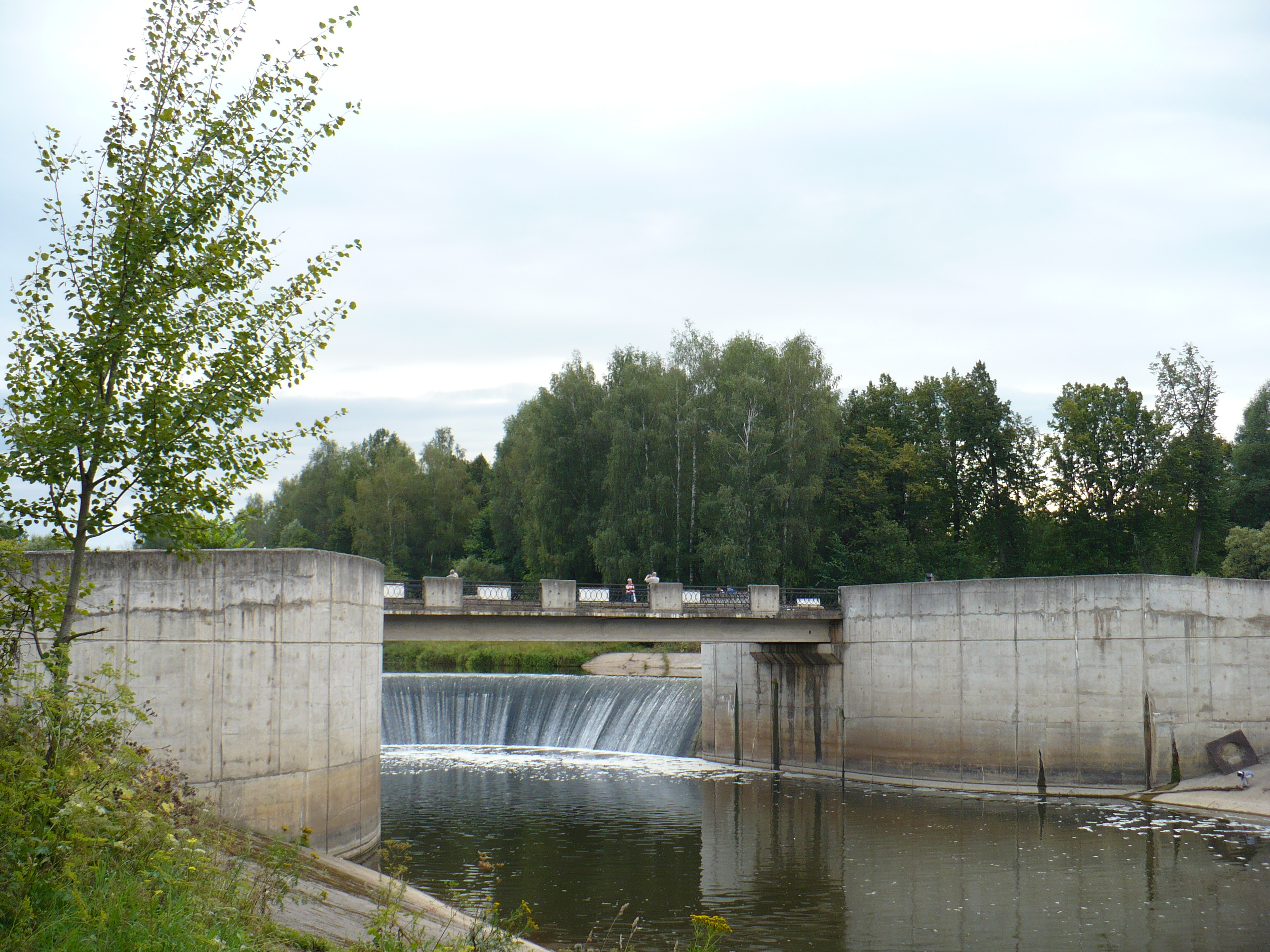
Плотина Ярополецкой ГЭС

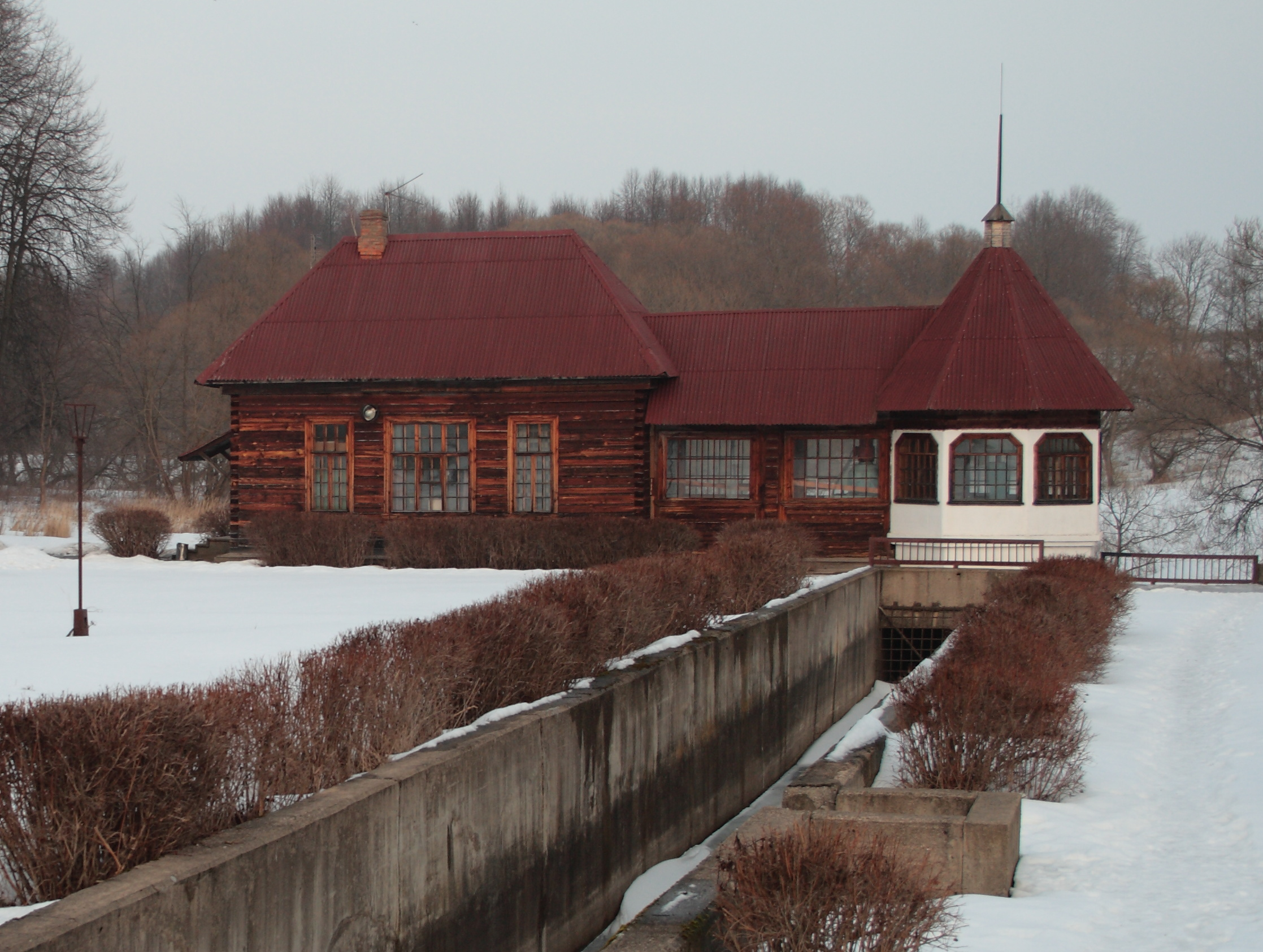
Ярополецкая ГЭС имени В. И. Ленина

В 1890 году в Яропольце на средства Гончаровых построена двухклассная школа для мальчиков.
По данным на 1890 год, село было центром Яропольской волости Волоколамского уезда, здесь располагались камера мирового судьи, волостное правление, почтовая станция и земское училище, число душ мужского пола составляло 238 человек.
В январе 1903 года в Яропольце побывал поэт, писатель и журналист, московский краевед В. А. Гиляровский с историком запорожского казачества Д. И. Яворницким (Эварницким). В очерке, посвященном впечатлениям от поездки, Гиляровский восторженно отзывается об архитектурном ансамбле Яропольца Гончаровых: «Я любовался дворцом, этим интереснейшим зданием с его колоннадой и лепными работами снаружи. А кругом дворца высокие красные стены, с рядом громадных, причудливых башен, производят впечатление древнего замка».
В 1903 году при Церкви Рождества Иоанна Предтечи открыта церковно-приходская школа.
В 1907 году у мавзолея Храма Казанской иконы Божией Матери похоронен хозяин усадьбы граф Ипполит Иванович Чернышёв-Кругликов. После его смерти наследницей майората становится его единственная дочь Софья Ипполитовна, жена Александра Фёдоровича Безобразова (30.06.1859 — 16.11.1911). 10 декабря 1908 года Александру Федоровичу было дозволено принять титул, фамилию и герб графов Чернышевых и именоваться впредь графом Чернышёвым-Безобразовым. Последняя владелица майората графиня Софья Ипполитовна Чернышёва-Безобразова (22.10.1864 — 05.10.1930) умерла в эмиграции во Франции и похоронена на русском православном кладбище в Сент-Женевьев-де-Буа.
В начале XX века из Церкви Илии Пророка с. Ильинское в склеп мавзолея вотчинного Храма Казанской иконы Божией Матери перезахоронен генерал-фельдмаршал З. Г. Чернышёв.
В 1913 году в селе насчитывался 101 двор, имелись квартиры пристава 2-го стана, отряда конно-полицейских стражников и урядника, камера земского начальника, волостное правление, почтово-телеграфное отделение, земское училище, церковно-приходская школа, казённая винная лавка, частная аптека, трактир, 3 чайных лавки, 5 бакалейных лавок, мелкое кредитное товарищество, добровольная пожарная дружина, имения Гончаровых и Чернышёвых-Безобразовых.
В 1915 году стараниями последней владелицы усадьбы Гончаровых Елены Борисовны Гончаровой (1864—1928), урождённой княгине Мещерской, в Яропольце была открыта большая четырёхклассная земская школа. Также благодаря Е. Б. Гончаровой, в 1918 году национализированная усадьба Гончаровых была принята на государственный учёт как памятник культуры. Несмотря на желание местных жителей, Елена Борисовна не была назначена на должность хранителя усадьбы и поздней осенью 1918 года она навсегда уехала из Яропольца, а умерла в эмиграции во Франции 27 июля 1928 года.
В 1917 году в центре села в двухэтажном доме открылась семилетняя школа, затем расположившаяся в национализированной усадьбе Гончаровых.
Осенью 1919 года в Яропольце открыта первая сельская ГЭС. Станция осветила сельсовет, две школы, больницу, ветеринарный пункт, водокачку, 120 домов села и трех ближайших деревень.
14 ноября 1920 года в Ярополец приезжали В. И. Ленин и Н. К. Крупская. Их приезд был связан с открытием в расположенной в 7 км от Яропольца деревне Кашино первой сельской дизельной электростанции, давшей впоследствии понятие «Лампочка Ильича». Жители Яропольца, услышав о нахождении в Кашино Ленина, посылают туда троих организаторов и руководителей электрификации — кооператора В. П. Додогорского, учителя труда П. Н. Кириллина и агронома В. М. Андреева. Узнав, что недалеко, в Яропольце, уже год действует сельская ГЭС, построенная крестьянами самостоятельно, и организовано кооперативное техническое общество, Ленин едет в Ярополец и встречается с крестьянами в Народном доме, где они просят помочь с материалами и оборудованием для электрификации всего села и окрестных деревень, на что получают согласие. Также было получено разрешение на размещение в национализированных усадьбах села школы и больницы. Благодаря распоряжению Ленина на отгрузку всего необходимого, полученному через неделю П. Н. Кириллиным в Кремле, и направлению в Ярополец инженера Сергея Петровича Попова, летом 1922 года были полностью освещены Ярополец и деревни Шилово, Большое и Малое Сырково и Юркино, к 1925 году ещё 15 деревень, а в 1927 году, с вводом Гусевской ГЭС, когда были электрифицированы деревни Гусево и Спасс-Помазкино, все 22 населённых пункта округи стали полностью электрифицироваными. В 1947 году Волоколамский район станет первым в стране районом сплошной электрификации.
В 1920 году в усадьбе Чернышёвых размещается сельская больница.
В 1920-х годах практически все парковые постройки ярополецких усадеб разбираются местными жителями на стройматериалы для своих хозяйственных нужд.
16 января 1921 года село посещает председатель Всероссийского ЦИК М. И. Калинин.
В начале 1920-х годов в Яропольце появляется первый детский колхоз «Гигант».
В 1922 году из-за нехватки места для ночлега школьников закрывается организованный в четырёх комнатах первого этажа господского дома усадьбы Гончаровых музей.
В 1928 году в усадьбе Чернышёвых организуется детский санаторий имени Павлика Морозова на 500 мест, ставший известным на весь Советский Союз и просуществовавший здесь до августа 1941 года.
По материалам Всесоюзной переписи населения 1926 года — центр Яропольского сельсовета Яропольской волости, проживало 613 человек (281 мужчина, 332 женщины), насчитывалось 127 хозяйств, среди которых 99 — крестьянских, располагались волисполком и народный суд, имелись ветпункт, почтово-телеграфное отделение, страховое агентство, электротехнические курсы, агропункт, больница, школа-семилетка и библиотека.
До административно-территориальной реформы в СССР 1923—1929 годов Ярополец — населённый пункт Волоколамского уезда Московской губернии (до 1929 года). С 1929 года — населённый пункт Московской области и административный центр Ярополецкого сельсовета Волоколамского района (1929—1963, 1965—1994), Ярополецкого сельсовета Волоколамского укрупнённого сельского района (1963—1965), Ярополецкого сельского округа Волоколамского района (1994—2006), сельского поселения Ярополецкое Волоколамского района (01.01.2006 — 24.05.2019).
Во второй половине 1930-х годов закрыта Часовня Николая Чудотворца, после чего в ней был организован совхозный склад.
В 1938 году верхние ярусы и луковичное завершение колокольни Храма Казанской иконы Божией Матери были разобраны в процессе устройства железобетонного водонапорного бака сельского водопровода.
Бурным летним паводком 1938 года Ярополецкая и Гусевская плотины были снесены и ГЭС прекратили работу. Директор Ярополецкой ГЭС Георгий Степанович Харитонов обращается к Н. К. Крупской за помощью в виде долгосрочного кредита. Благодаря содействию Н. К. Крупской и Г. М. Кржижановского в октябре 1939 года плотины были восстановлены и ГЭС вновь заработали. В этом же году Ярополецкой ГЭС крестьяне присвоили имя В. И. Ленина.
В годы Великой Отечественной войны в районе Яропольца шли ожесточённые бои. Всё оставшееся работоспособное население села самоотверженно трудилось на рытье траншей и окопов и строительстве блиндажей и оборонительных сооружений. До сих пор в селе и его окрестностях сохранились многочисленные укрепления. Через Ярополец, по крутому берегу Ламы, проходила Можайская линия обороны Москвы (35-й Волоколамский укрепрайон). Оборона Волоколамского укрепрайона была возложена на 16-ю армию под командованием генерал-лейтенанта К. К. Рокоссовского. Непосредственно Ярополец героически защищал полк Кремлёвских курсантов под командованием С. И. Младенцева, который не допустил прорыва врагом линии обороны и значительно задержал наступление 5-го армейского корпуса группы армий «Центр» вермахта. Отступил полк, лишь получив приказ командования об отводе на новый рубеж обороны.
В августе 1941 года в усадьбе Чернышёвых ненадолго расположился эвакогоспиталь.
Оккупация села продолжалась с 30 октября 1941 года до 15 января 1942 года. В усадьбе Чернышёвых располагается немецкий штаб и казармы, в усадьбе Гончаровых — конюшня и склад боеприпасов.
Открытая 7 ноября 1919 года Ярополецкая ГЭС была взорвана немцами в первый же день оккупации. Также оккупанты разрушили и Гусевскую ГЭС, уничтожили более 100 километров электролиний и 22 трансформатора. Взорвать ярополецкую плотину, под которую была уже заложена взрывчатка, фашисты не успели.
В 1942 году, в целях недопущения прорыва в случае возможного повторного наступления немецко-фашистских войск, вдоль Ламы сооружаются дошедшие до наших дней многочисленные железобетонные ДОТы вновь формируемой линии обороны.
В 1942—1943 годах силами местных жителей восстановлена Ярополецкая ГЭС.
Герой Советского Союза Пётр Додогорский — уроженец Яропольца, в честь него названа центральная улица села (бывшая Московская), а из окрестных деревень Героями Советского Союза стали ещё 5 человек. Всего на фронт ушёл 631 человек, 353 из них не вернулись. В ярополецкой сельской школе учились 5 героев Великой Отечественной войны: уроженец с. Ярополец Додогорский Пётр Викторович (09.01.1909 — 04.02.1976) — командир стрелкового полка, полковник; уроженец с. Львово Леонов Иван Дмитриевич (11.09.1915 — 30.05.1944) — лётчик, командир эскадрильи, гвардии капитан, погиб в авиакатастрофе на аэродроме Бузовая под Киевом; уроженец д. Услукино Бакиров Михаил Максимович (07.11.1918 — 08.04.1944) — командир батальона, гвардии капитан, погиб в бою при освобождении Крыма; уроженец д. Гусево Николаев Алексей Михайлович (11.10.1910 — 07.11.1991) — лётчик, командир штурмового авиационного полка, майор; уроженец д. Шилово Чащарин Иван Васильевич (07.07.1924 — 30.04.2000) — сапёр, командир отдельного взвода инженерной разведки, сержант. На новом здании школы в память о Героях Советского Союза установлена мемориальная доска. Героем Советского Союза также стал уроженец д. Большое Сырково Тузов Михаил Филиппович (01.11.1907 — 15.06.1983) — командир эскадрильи, гвардии майор.
В 1953 году разобрана разрушенная немцами Часовня над могилой гетмана П. Д. Дорошенко.
В 1957 году в Яропольце на территории разрушенных усадеб проходят съёмки советского фильма «На графских развалинах» по мотивам одноимённой повести Аркадия Гайдара (режиссёр Владимир Скуйбин, 1958 г.).
В 1958 году Ярополецкая ГЭС закончила свою работу за отсутствием дефицита электроэнергии.
В 1959 году разрушенные войной ярополецкие усадьбы передаются в ведение МАИ для восстановления с целью организации дома отдыха.
В 1960 году на территории бывшей усадьбы Чернышёвых открывается новое большое трёхэтажное кирпичное здание сельской школы.
9 мая 1966 года в 15 часов на братской могиле советских воинов на окраине Яропольца был открыт стараниями выпускников МВОКУ и А. П. Кожемяко воздвигнутый на народные деньги обелиск. В братской могиле похоронены воины 44,46,47,49,56-й стрелковых бригад, 84-й морской стрелковой бригады и других соединений 1-й ударной армии, а также воины сводного курсантского полка, которых по месторасположению их училища в 1918—1935 годах в Московском Кремле стали называть Кремлёвскими курсантами. Здесь же захоронены воины, умершие от ран в эвакогоспитале 1803 и инфекционном госпитале 4261, дислоцировавшихся в Яропольце в 1942—1943 годах.
Отдельный полк Кремлёвских курсантов из трёх батальонов, сформированный 6 октября 1941 года на базе Московского пехотного командного училища имени Верховного Совета РСФСР под командованием начальника училища Героя Советского Союза полковника Семёна Ивановича Младенцева (02.02.1900 — 21.01.1969) из 1330 курсантов старших курсов и курсов подготовки командиров взвода, 130 красноармейцев, 112 офицеров училища и приданных частей пешим маршем за 36 часов под проливным дождём преодолел расстояние в 85 км от озера Сенежского через г. Клин до 35-го Волоколамского укрепрайона и уже 7 октября занял оборону на отведённом участке укрепрайона длиной 21 км от д. Спасс-Помазкино до д. Бородино. Штаб курсантского полка расположился в доме Куракиных в с. Суворово в 4-х км от Яропольца. Свой первый бой полк принял 12 октября, а 16 октября понёс первые потери. С 16 по 28 октября потери полка составили 25 человек. 28-29 октября полк оборонял деревни Бородино и Алферьево, а после запоздалого получения приказа от 27.10.1941 об отступлении, к 1 ноября, потеряв убитыми 67 бойцов, прорвался из окружения и занял позиции на новой, никак не оборудованной линии обороны, где уже 4 ноября вступил в очередной бой с противником. Полк продолжал участвовать в кровопролитных боях до декабря 1941 г., в которых потерял основную часть личного состава, в том числе в контрударе 16-й армии 16-19 ноября 1941 г. у сёл Лотошино и Утишево и д. Шишково, где потери только убитыми и пропавшими без вести составили 225 человек. Из-под Волоколамска оставшиеся в живых курсанты с боями прорвались к Клину, где приняли участие в его обороне. Последний свой бой полк принял возле села Каменка в 20 км от Солнечногорска 1 декабря 1941 года. Остатки полка прорвались к своим. 6 декабря 1941 года полк был расформирован. Полк совершил подвиг, героической обороной и контрударами задержав наступление немецко-фашистских войск на Москву ценой жизни 881 курсанта, трижды попадая в окружение, но ни разу не отступив без приказа. Встретившись с таким сопротивлением, враг впервые начал терять уверенность в своей победе. Удержание продвижения немецко-фашистских войск на этом направлении на два месяца спасло от захвата Москву и стало для вермахта в итоге роковым.
Вместе с Кремлёвскими курсантами принял здесь свой первый бой служивший в Московском пехотном командном училище имени Верховного Совета РСФСР русский советский поэт Владимир Гаврилович Харитонов (24.06.1920 — 14.08.1981), в 1975 году ставший инициатором создания и написавший стихи великой песни о войне «День Победы». Сюда, в Ярополец, на могилу юных курсантов, Владимир Гаврилович приезжал часто, и не только в День Великой Победы.
В 1968 году в помещении читального зала ярополецкой сельской библиотеки открылась музейная экспозиция по истории Яропольца, собранная и организованная заведующей библиотекой, местным краеведом Антониной Павловной Кожемяко.
В 1970 году заканчивается реставрация усадьбы Гончаровых, в которой открывается дом отдыха МАИ. Так и незавершённые восстановительные работы в усадьбе Чернышёвых под руководством В. П. Беркута и Е. Е. Саввы проводились МАИ в 1970—1980-х годах.
6 июня 1980 года на центральной площади Яропольца стараниями А. П. Кожемяко в отремонтированном здании сельской библиотеки, бывшем трактире Юрьевых, открылся краеведческий музей.
В начале 1980-х годов весь комплекс ярополецкой ГЭС с новой железобетонной плотиной и мостом через Ламу восстановлен как памятник истории, находится в рабочем состоянии, но генерация электроэнергии не осуществляется.
10 февраля 1987 года на фасаде господского дома усадьбы Гончаровых, у парадного входа, установлена мемориальная доска о пребывании здесь А. С. Пушкина.
В 1989 году Ярополецкому краеведческому музею было присвоено почётное звание «народного».
Летом 1990 года в Яропольце на территории бывшей усадьбы Гончаровых проходят съёмки советского художественного фильма «Очарованный странник» по одноимённой повести Н. С. Лескова (режиссёр Ирина Поплавская, 1990 г.).
В октябре 1991 года на братской могиле советских воинов взамен обелиска был создан мемориал и установлен новый памятник — скульптура бойца (скульптор Г. Курчанский).
В 1992 году, после передачи Русской православной церкви, становится снова действующей Церковь Рождества Иоанна Предтечи.
В 1995 году в Яропольце проходят съёмки российского художественного фильма «Барышня-крестьянка» по мотивам одноимённой повести и повести «Роман в письмах» А. С. Пушкина (режиссёр Алексей Сахаров, 1995 г.).
В 1999 году воссоздана часовня над могилой гетмана Правобережной Украины П. Д. Дорошенко (проект архитектора-реставратора Л. Г. Поляковой).
6 июня 2008 года в курдонёре усадьбы Гончаровых, напротив парадного входа в господский дом, установлен памятник А. С. Пушкину.
В 2010 году в Яропольце снимается российский документальный фильм «Антонина и русский Версаль» (режиссёр Роман Волков, 2010 г.), посвящённый истории села и жизни создателя и хранителя местного краеведческого музея, местной жительницы и живой свидетельницы былого великолепия ярополецких усадеб А. П. Кожемяко.
В 2016 году восстановлена Часовня Николая Чудотворца, в советское время поначалу использовавшаяся как совхозный склад, а затем пустовавшая и постепенно разрушавшаяся.
С 2016 года усадебные парки становятся памятником природы областного значения «Парк в с. Ярополец».
2 октября 2016 года в парке усадьбы Гончаровых на могиле Куроедова Алексея Петровича (1869—1945), кавалера ордена Трудового Красного знамени, установлена памятная доска (автор и инициатор создания скульптор Константин Синявин). Алексей Петрович был учителем русского языка и литературы и завучем ярополецкой сельской школы, располагавшейся в то время в господском доме усадьбы Гончаровых. Пятеро его воспитанников во время Великой Отечественной войны стали героями Советского Союза. Будучи краеведом и пушкинистом, Алексей Петрович прилагал огромные усилия для сбережения культурного наследия усадьбы, создал в школе на основе экспозиции из лично собранных и сохранённых материалов музей А. С. Пушкина, директором которого был с 1936 до 1941 года. Тяжёлым ударом для Алексея Петровича стали бесчинства немцев в оккупированном селе, практически полное разрушение и сожжение усадьбы-школы. Завещал похоронить себя Алексей Петрович в парке рядом с любимой и родной школой. Его воля была исполнена, а на могиле установлен скромный памятник — это захоронение стало единственным в парке обеих усадеб за всю историю. Установленная же теперь рядом с памятником мемориальная доска рассказывает потомкам о том, кем был этот выдающийся яропольчанин.
Вступившем в силу 4 мая 2017 года законом Московской области № 68/2017-ОЗ селу присвоено почётное звание Московской области «Населённый пункт воинской доблести».
9 октября 2017 года, после реконструкции, в Яропольце открыт памятник Кремлёвским курсантам. Этим торжественным мероприятием завершилась военно-патриотическая акция «Марш Кремлёвских Курсантов», которая длилась двое суток. В марше приняли участие 309 курсантов Московского высшего общевойскового командного училища и добровольцы. Курсанты повторили марш-бросок в 85 км, который в 1941 году совершили бойцы отдельного курсантского полка.
21 декабря 2018 года Волоколамский район с проектом «Агропромышленный экополис» стал победителем в конкурсном отборе концепций по развитию территорий муниципальных образований Московской области программы «Территории роста. Проекты развития городских округов и муниципальных районов Московской области» в номинации «Агротуристический кластер». Премия губернатора Московской области на реализацию проекта составила 150 млн.руб. Проект выделяет для развития пять ключевых мест района: Теряево, Сычёво-Дубосеково, Осташёво, Ярополец и центр Волоколамска, в каждом из которых восстанавливается и развивается рекреационно-туристическая среда. В Яропольце планируется формирование комплексной историко-культурной зоны притяжения с реконструкцией усадеб и благоустройством парка, созданием комфортной пешеходной и велосипедной инфраструктуры. На базе первой сельской ГЭС, совместно с областным Министерством энергетики и частными инвесторами, планируется создание музея света и «Ярко-парка» — интерактивного парка энергетики с лазерными шоу и световыми представлениями.
24 мая 2019 года, в связи с упразднением Волоколамского муниципального района и Сельского поселения Ярополецкое, с. Ярополец входит в новое муниципальное образование — Волоколамский городской округ.
16 июня 2019 года в 3 часа пополудни, в возрасте 95 лет, ушла из жизни самая известная и уважаемая жительница Яропольца Антонина Павловна Кожемяко (18.05.1924 — 16.06.2019) — краевед, поисковик, экскурсовод, писатель, заведующая сельской библиотекой и директор краеведческого народного музея, заслуженный работник культуры РСФСР, почётный гражданин Волоколамского района и сельского поселения Ярополецкое. Имя А. П. Кожемяко внесено в энциклопедию «Лучшие люди России», её заслуги отмечены медалями и правительственными наградами. Благодаря Антонине Павловне сохранились и дошли до наших дней уникальные экспонаты и живые свидетельства богатейшей истории Яропольца. Вся жизнь А. П. Кожемяко была неразрывно связана с Яропольцом. Родилась Антонина Павловна в д. Парфеньково в пяти километрах от Яропольца в крестьянской семье Сальниковых. Училась сначала в парфеньковской начальной школе, а затем в ярополецкой семилетке, которую закончила в 1939 году. В 1941 году была командиром женской роты местных жительниц, копавшей траншеи и окопы и строившей блиндажи в долине реки Ламы у Яропольца, которые заняли при обороне Москвы Кремлёвские курсанты. Чудом не погибла во время боя и спасла своего отца-инвалида, выйдя с ним под обстрелом из подожжённой врагом родной деревни. В марте 1942 года, как активной комсомолке ей было поручено восстанавливать культуру в разрушенном немецкими оккупантами селе. Она была назначена заведующей ярополецкой сельской библиотекой, бессменным руководителем которой оставалась 38 лет. Её руками по крупицам была восстановлена библиотека Яропольца, которая со временем превратилась в образцово-показательную не только в Волоколамском районе, но и в стране. За большие успехи в пропаганде книги среди тружеников села библиотека была представлена на ВДНХ в павильоне «Советская культура» и трижды получала дипломы «Лучшая в РСФСР». В марте 1965 года Антонине Павловне, одной из первых в стране, было присвоено учреждённое в 1964 году звание «Заслуженный работник культуры РСФСР». В начале 1960-х годов А. П. Кожемяко организовала с местными жителями поиск останков советских воинов, в том числе Кремлёвских курсантов, погибших осенью 1941 года на ярополецкой земле, их захоронение и увековечивание памяти о них, а затем, вместе с курсантами Московского высшего общевойскового командного училища, продолжила эту акцию. За доброту, заботу и сердечность курсанты нарекли её «Кремлёвской бабушкой». Работая заведующей библиотекой, А. П. Кожемяко, с октября 1965 года, по собственной инициативе занялась организацией краеведческого музея в Яропольце. Она начала разыскивать и собирать книги, памятные вещи, фотоматериалы, документы об истории родного села и о Кремлёвских курсантах. Все эти материалы легли в основу фондов Ярополецкого краеведческого музея, организованного ей в 1968 году, который сначала располагался в читальном зале сельской библиотеки. Новый музей открылся благодаря стараниям Кожемяко в Яропольце в день рождения А. С. Пушкина 6 июня 1980 года и уже в 1989 году музею было присвоено почётное звание «Народный музей». Этот музей — целиком и полностью её детище, она работала его заведующим и экскурсоводом. Истории Яропольца и жизни удивительной женщины, благодаря которой богатая история села живёт по сей день, посвящен документальный фильм «Антонина и русский Версаль» (режиссёр Роман Волков, 2010 г.).
18 июня 2019 года в Церкви Рождества Иоанна Предтечи в Яропольце прошло отпевание Антонины Павловны Кожемяко, после чего в сопровождении почётного караула Кремлёвских курсантов её с воинскими почестями проводили в последний путь и похоронили на ярополецком сельском кладбище. Решено увековечить память об А. П. Кожемяко, установив мемориальную доску на здании Ярополецкого народного краеведческого музея и памятник перед ним, а музею присвоить её имя.
7 сентября 2019 года, при въезде в Ярополец со стороны Москвы, на улице Додогорского, во исполнение закона Московской области от 17.04.2015 № 57/2015-ОЗ, установлена стела «Населённый пункт воинской доблести» (скульптор Р. О. Фашаян, архитектор Э. С. Тангян).

## Достопримечательности

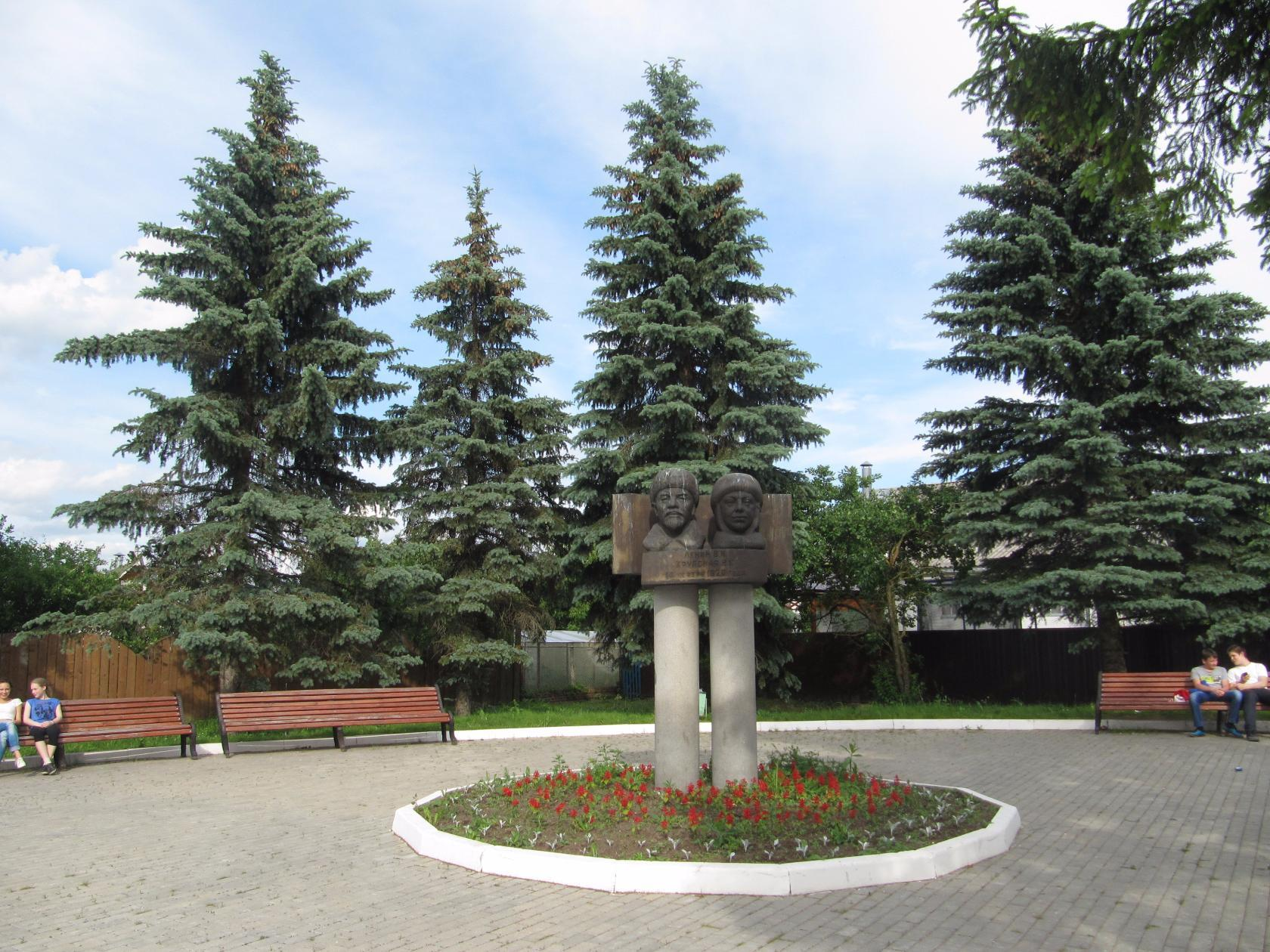
памятник Ленину и Крупской в Яропольце

- Усадьба Дорошенко, Загряжских с 1737 г., Гончаровых с 1807 г. При Дорошенко деревянная, на её месте Гончаровыми во второй половине 18 в. построена из красного кирпича в современном виде. После национализации в усадьбе разместились музей (до 1922 года), школа второй ступени с интернатом, правление первого детского колхоза «Гигант». В 1920—1960 гг. в усадьбе располагалась ярополецкая сельская школа — сначала Школа крестьянской молодёжи, а с 1929 г. — средняя школа им. А. С. Пушкина. Многие представляющие музейную ценность предметы были вывезены в январе 1919 года. Усадьба сильно пострадала во время оккупации. Во дворце фашисты расположили конюшню и склад боеприпасов, который взорвался, полностью уничтожив одно из крыльев, а оставшиеся помещения выгорели дотла. В 1959 г. усадьба передана МАИ для организации дома отдыха и восстановлена во второй половине 1960-х гг. С 1970 г. и до настоящего времени — дом отдыха МАИ. В близком к первозданному облику восстановлена «Пушкинская комната» — парадная опочивальня, в которой останавливался А. С. Пушкин. Ансамбль усадьбы являет собой один из немногих сохранившихся образцов усадеб эпохи классицизма, оставляющих впечатление цельного, гармоничного ансамбля.

Часовня Николая Чудотворца

- Церковь Рождества Иоанна Предтечи в Яропольце (Предтеченская церковь), в усадьбе Гончаровых, 1751—1755 гг. постройки, реконструирована в 1808 г., в советское время общежитие, затем клуб дома отдыха МАИ. Действующая церковь с 1992 г. Практически все росписи в советское время были закрашены белой краской и до настоящего времени не восстановлены. Рядом с алтарной частью церкви установлены памятник с частью разбитого колокола этой церкви и памятник со словами благодарности за руководство усадьбой и стихами на могиле скончавшегося в 1842 году и похороненного здесь по желанию хозяйки усадьбы Натальи Ивановны Гончаровой управляющего имением московского мещанина Семёна Фёдоровича Душина.
- Усадьба Чернышёвых, Чернышёвых-Кругликовых с 1832 г., Чернышёвых-Безобразовых с 1908 г., XIIX—XIX вв., в стиле раннего классицизма с элементами барокко. Дворец построен предположительно под руководством архитектора Р. П. Никитина по проекту Ж.-Б. Валлен-Деламота. Благодаря схожести со своим прототипом, а также масштабу, богатству и красоте усадьба вошла в историю как «Русский Версаль». Первый в России майорат. Сразу после Октябрьской революции усадьба была национализирована и в 1920 г. в ней расположилась сельская больница. Основные культурные ценности в первой половине 1920-х гг. были вывезены в музеи, значительная часть которых в Ново-Иерусалимский монастырь, где погибла во время немецкой оккупации. В 1928 г. в усадьбе был организован детский санаторий имени Павлика Морозова на 500 мест, просуществовавший до августа 1941 г. и ставший известным на весь Советский Союз. В августе 1941 г. здесь ненадолго разместился эвакогоспиталь. Во время оккупации села в усадьбе находился немецкий штаб и казармы. Дворец уничтожен немецкими войсками при отступлении в отместку командовавшему русской армией З. Г. Чернышёву за взятие Берлина в октябре 1760 г. в ходе Семилетней войны — здание в упор расстреляно из артиллерийских орудий и сгорело дотла. Усадьба частично восстановлена МАИ в 1970-е гг. — заделаны пробоины от снарядов в стенах дворца, установлены металлические балки перекрытий и заменена кровля. В послевоенное время в частично сохранившийся хозяйственный флигель дворца вернулась сельская больница, просуществовавшая здесь до середины 2010-х гг.
- Храм Казанской иконы Божией Матери (Казанская церковь) 1780—1798 гг. постройки, в ионическом стиле, заложен Г. П. Чернышёвым в 1742 г., с отдельно стоящей колокольней постройки 1839—1869 гг., в русско-византийском стиле, в усадьбе Чернышёвых. Идея уникального храма принадлежит самому З. Г. Чернышёву. Имя архитектора храма доподлинно неизвестно, колокольни — предположительно П. П. Буренин. Церковь с колокольней окружает ограда со Святыми воротами и калитками 1870 г. Колокольня в 1938 г. превращена в сельскую водонапорную башню — верхние ярусы с аналогичным хромовым луковичным завершением были демонтированы и заменены на железобетонный резервуар. В алтаре Казанской церкви до 1941 года хранился символический ключ от Берлина, привезённый в Ярополец З. Г. Чернышёвым. Во время Великой Отечественной войны один из куполов и пол были повреждёны попавшем в храм, но чудом не разорвавшимся авиационным снарядом. Церковь закрыта в 1966 г., после смерти настоятеля, наиболее ценные предметы вывезены в Иосифо-Волоцкий монастырь, а помещение отдано сначала под склад, затем под сельский дом культуры, который здесь недолго располагался до передачи здания МАИ. Во время восстановительных работ в усадьбе, проводимых МАИ в 1970-е гг., отремонтирована кровля. Внутри храм, оставленный без присмотра, был практически полностью уничтожен вандалами. В 2016 году на частные пожертвования начались противоаварийные работы — выполнен проект консервации храма, получена разрешительная документация, укреплены портики, заменена часть крыши. Это позволило остановить разрушение. Удалось также сохранить все подлинные деревянные конструкции XVIII века (инженер-реставратор Н. И. Смирнов). Консервацию храма ведёт Межрегиональная общественная благотворительная организация — "Центр «Сельская церковь», курирует проект Московское областное отделение Всероссийского общества охраны памятников истории и культуры (ВООПИиК). С 2018 года работы приостановлены в связи с недостаточностью финансирования (в настоящее время на завершение первоочередных контраварийных мероприятий не хватает около 500 тыс.руб.), идёт сбор денежных средств.
- Единый в настоящее время для двух усадеб парк с прудами и небольшим обелиском в честь Екатерины II. Все другие парковые постройки усадьбы Чернышёвых разобраны в 1920-е годы крестьянами на стройматериалы. С 2016 г. — памятник природы областного значения «Парк в с. Ярополец».
- Часовня над могилой гетмана Дорошенко (1838 г., перестроена в 1844 г., разрушена в 1941 г., разобрана в 1953 г., воссоздана в 1999 г. по проекту архитектора-реставратора Л. Г. Поляковой).
- Часовня Николая Чудотворца, построенная в русском стиле в 1873 г. по проекту архитектора Дмитрия Михайловича Петропавловского. Как свидетельствует сохранившаяся на фасаде закладная доска с надписью на старославянском, часовня сооружена в 1873 году на месте сгоревшей, усердием прихожан и жертвователей Предтеченского храма, в память об освобождении крестьян от крепостного права и о пожарах 1872 г. в селе, местным крестьянином Прокофием Захаровичем Овечкиным. В советское время здание начало использоваться как совхозный склад, а затем пустовало и разрушалось. Восстановлена в 2016 году и действует.
- Трактир Н. Г. Юрьева, второй половины XIX века, после революции — Народный дом (с 1980 г. Ярополецкий народный краеведческий музей) в центре села, в котором в 1918 г. на спектакле местного драмкружка «Лес» по пьесе Островского зажглись первые 4 лампочки, послужившие началом самостоятельной электрификации села — первая в России сельская ГЭС сооружена местными жителями своими силами на базе мельницы Чернышёвых на реке Ламе. В этом доме располагалась сельская библиотека. Дом посещали В. И. Ленин с Н. К. Крупской 14.11.1920 и М. И. Калинин 16.01.1921, в память об этих событиях на фасаде установлены мемориальные доски.
- Мемориальный комплекс на братской могиле Кремлёвских курсантов и красноармейцев установлен на братской могиле, в которой захоронено 815 человек. Имена 313 человек выбиты в камне, имена 502 — неизвестны.
- ДОТы укрепрайона вдоль реки Ламы, сооружённые в 1942 году в целях недопущения прорыва немецко-фашистских войск в случае возможного их повторного наступления.
- Памятник в честь посещения села 14 ноября 1920 г. В. И. Лениным и Н. К. Крупской.
- Мемориал в честь жителей села и окрестных деревень, погибших за Родину во время Великой Отечественной войны.
- Первая в России сельская гидроэлектростанция имени В. И. Ленина, построенная крестьянами в 1919 году[20]. Здание ГЭС воссоздано в начале 1980-х годов в облике 1922 года.
- Стела «Населённый пункт воинской доблести» (открыта 07.09.2019). Авторы: скульптор Р. О. Фашаян, архитектор Э. С. Тангян.

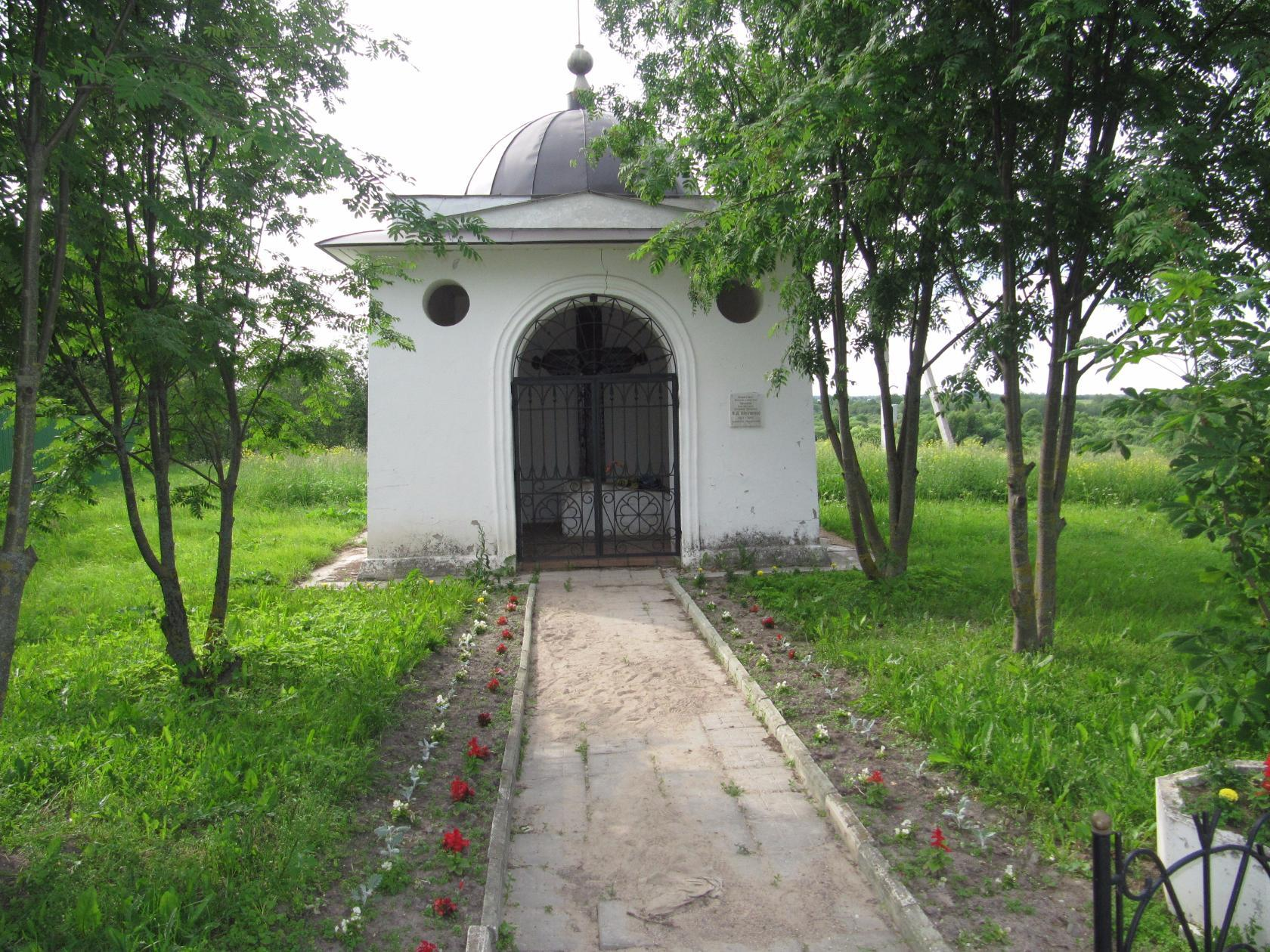
часовня над могилой Дорошенко

История села подробно освещена в экспозиции Ярополецкого народного краеведческого музея, организованного в 1968 году сельским библиотекарем и местным краеведом Антониной Павловной Кожемяко, заслуженным работником культуры РСФСР, почётным гражданином Волоколамского района и сельского поселения Ярополецкое.